# 陈昌明
陈昌明，江西崇仁人，清朝政治人物。岁贡出身。
陈昌明于1663年接替冯赓任华亭县知县一职，1666年由郑国翰接任。